# Mein Freund
Mein Freund ist eine Posse mit Gesang in drei Akten nebst einem Vorspiele von Johann Nepomuk Nestroy. Sie wurde am 4. April 1851 am Wiener Carl-Theater als Benefizvorstellung für den Autor uraufgeführt.

## Inhalt
Der vertrauensselige Schlicht hält Julius Fint für einen treuen Freund. Als er kündigt, um Spaltners Tochter Fanny nicht zu kompromittieren, will er der angebeteten Amalie durch Julius einen Brief zukommen lassen, mit der Bitte, auf ihn zu warten. Überdies setzt sich dieser „Freund“ durch einen gefälschten Wechsel in den Besitz eines für Schlicht vorgesehenen Darlehens:
„Bey anderen Leuten ist der Kopf der verrückte Theil, bey dem das Herz. Gleichviel, der Kluge ist einmahl dafür da, die Narren jeder Sorte auszubeuten, und thut er's nicht, so ist er selbst ein Narr. Daß ich keiner bin, das soll gleich jetzt ein kleines Klugheitspröbchen zeigen.“ (Vorspiel, 8te Scene)
Durch einen Zufall kann sich Schlicht des falschen Wechsels bemächtigen, beschließt jedoch, nichts gegen den Schurken zu unternehmen und will Julius verzeihen, denn er hofft, dies sei eine einmalige Untat gewesen.
Sechs Jahre später: Schippl ist entrüstet über die Verkäuferin Marie, die durch ihre freundliche Art mehr Kunden in die Leihbücherei lockt und ihm dadurch das gewohnte Nichtstun durchkreuzt:
„Mir, einem alten Diener, das anthu'n – !“ (I. Act, 1ste Scene)
Er verrät ihrer Mutter Theres, dass sogar ein Baron Marie erfolgreich umschwärme. Hochinger bringt Schlicht mit nach Hause, der sich als Vetter entpuppt und von Marie als Geschäftsführer in Hummers Geschäft vermittelt wird. Schlicht hat erfahren, dass Amalie einen anderen geheiratet hat und will deshalb nie mehr etwas von Liebe wissen. 
Julius gibt sich inzwischen als Baron aus, macht Marie den Hof, betört aber gleichzeitig Clementine, die Tochter des Juweliers Stein. Er überredet sie, auf einem Ball möglichst viel Diamantschmuck ihres Vaters zu tragen und benutzt die nichtsahnende Marie als unwissende Zuträgerin. In Frau von Stein erkennt Schlicht Amalie und erfährt von ihr, dass Julius den Brief unterschlagen hatte und sie sich deshalb enttäuscht verehelichte. Er beschließt, Marie vor dem verräterischen Julius zu beschützen. Dieser entführt Clementine vom Ball um sie angeblich heimlich zu heiraten, will aber nur die Juwelen stehlen. Er bringt Clementine zum Kalkbauern Kogl, wo er ihr die Juwelen unter einem Vorwand abnimmt. Schlicht belauscht die beiden:
„’s Klingt wohl so, aber er begeht Niederträchtiges an meiner Nichte, und wer gegen eine Person schlecht verfahrt, warum sollt' der mit Diamanten honetter handeln.“ (III. Act, 6te Scene)
Schlicht beobachtet, wo Julius die ergaunerten Juwelen versteckt, lässt dessen Lügengebäude einstürzen und sorgt dafür, dass er verhaftet wird. Er tröstet Marie und ihre Eltern und es ist abzusehen, dass er selbst um ihre Hand anhalten wird, was Schippl so kommentiert:
„Ihr' Marie kriegt einen Mann – Sie krieg'n a Frau – ich geh' auch nicht leer aus – der Herr von Stein hat seine Tochter wiederkriegt, samt alle Brillianten – mag auch an der G'schicht' manches zu tadeln sein, den Ausgang find' ich brilliant.“(III. Act, 21ste Scene)

## Werksgeschichte
Die Vorlage für Nestroys Stück war lange Zeit nicht feststellbar. Erst im Jahre 2001 wurde die französische Quelle entdeckt, die in einigen Passagen der Vorarbeiten erkennbar war. Es handelt sich um Michel Massons Roman Albertine von 1838. Allerdings geht es in dieser bürgerlich-aristokratischen rührenden Sittenschilderung um einen gefälschten Brief, eine vereitelte Hochzeit und die späte Rache für all dies. Die Gedanken der missbrauchten Freundschaft, des gefälschten Wechsels und der vorgetäuschten Liebe des „Barons“ in die Juwelierstochter, hatte Nestroy dort entnommen. Eine Szene (die Bloßstellung des Verführers) und drei Charaktere aus dieser Szene hat Nestroy in seinem von ihm nicht freigegebenen Werk Der alte Mann mit der jungen Frau schon früher geschildert, der alte (Laden-)Diener Schippl entspricht in der Charakterisierung dem dort vorkommenden Diener Gabriel. Der Juwelenraub und die Leihbibliotheksszenen, verbunden mit der Handlung um Marie, sind Nestroys ureigener Beitrag. 
Eine mögliche zweite Quelle, das dreiaktige Drama Émery le Négociant (Der Kaufmann Émery) von Boulé, Rimbaud und Dupré aus dem Jahre 1842, wird von Friedrich Walla angenommen, da es auch hier einige Gleichklänge in den Handlungen – sowohl mit Albertine als auch mit Mein Freund – gibt. Viele davon sind allerdings allgemein vorkommende Theaterkonventionen und deshalb nicht unbedingt stücktypisch.
Johann Nestroy spielte den Schlicht, Wenzel Scholz den Ladendiener Schippl, Alois Grois den Maurer Hochinger, Ignaz Stahl den Buchdrucker Spaltner.
Einige Manuskripte Nestroys sind erhalten geblieben: Vorspiel und 1. Akt samt Personenverzeichnis in einer Erstfassung mit zahlreichen Notizen und Korrekturen, Vorsatzblatt mit den Vermerken "Vorspiel" und "1ster Aufsatz"; eine eigenhändige Reinschrift mit Streichungen und Überarbeitungen;
das Vorspiel, der erste und der dritte Akt in Reinschrift ohne Titel; ein Konzept des gesamten Stückes, betitelt "Erster Aufsatz"; sowie diverse Materialien, Vorarbeiten und Teilskizzen.
Eine handschriftliche Partitur ist vorhanden, ob sie von Stenzl selbst stammt, kann nicht mit Sicherheit bestimmt werden; das Titelblatt trägt die Aufschrift: "№ 599. Mein Freund. Posse mit Gesang in 4 Acten von Johann Nestroy. Musick von Kapellmeister Carl Franz Stenzl."

## Zeitgenössische Rezeption
Im Vergleich mit dem Erfolg, den Der Unbedeutende (1846) hatte, wurde dieses Stück nicht ganz so begeistert aufgenommen, allerdings wurde es als gelungenes Gegenstück zu den Misserfolgen des Jahres 1850 (Sie sollen ihn nicht haben, Karikaturen-Charivari mit Heurathszweck, Alles will den Prophet’n seh’n und Verwickelte Geschichte!) betrachtet.
In der nestroyfreundlichen Wiener Theaterzeitung Adolf Bäuerles vom 5. April 1851 war zu lesen:
„Das Stück hat allgemein angesprochen. Eine Fülle von guten Gedanken, treffenden Einfällen erhielt das Publikum den ganzen Abend hindurch in großer Heiterkeit. […] Herr Scholz und Herr Nestroy wurden oft während der Szene wie am Schlusse jeden Akte stürmisch gerufen, das Haus war übervoll […]“
Der Humorist von Moritz Gottlieb Saphir kam am 6. April nicht umhin, eine halbherzige Anerkennung – garniert wie so oft mit harscher Kritik – auszusprechen:
„Die Posse, ‚Mein Freund‘ betitelt, ist ebenso seicht und alltäglich erfunden als die Behandlung des Stoffes effektlos und zu gedehnt ist, dafür entschädigte der Dialog, mit welchem Herr Nestroy zeigte, daß sein Witz ebensowenig versiegt ist als sein Drang, Zoten auf die Bühne zu bringen.“
Scholz und Grois wurden sehr gelobt, Nestroy wurde dagegen das schauspielerische Können, statt eines Komikers einen Liebhaber darstellen zu können, rundweg abgesprochen, die Musik von Stenzl vernichtend kritisiert.
Der Sammler vom 10. April schrieb dagegen eine begeisterte Kritik und benutzte die Gelegenheit, den Humoristen zu kritisieren:
„Ein Volksdichter hat in unseren Tage ein schweres Amt. […] hat er es mit einer neuerstandenen Clique von Katonen zu tun, welche, royalistischer als der König, strenger als die Behörde, auf jede politische Anspielung, auf jedes Mäuschen, das nicht das Alltagsgrau trägt, eine erbitterte Jagd macht.“

## Spätere Interpretationen
Während Otto Rommel von Nestroys erlahmender Kraft sprach, die ihn nötigte, die schwierigen romanhafte Exposition der Vorlage durch ein Vorspiel zu bewältigen, sah Otto Forst de Battaglia Nestroy „im Vollbesitz seines Könnens“. Er vermerkte:
„Den Text zieren einige der schönsten und gedankenschwersten Monologe Nestroys.“
Helmut Ahrens nahm noch an, Nestroys Vorlage sei ein verworrener Kriminalroman gewesen, der jedoch nicht mehr genau lokalisiert werden könne. Der Wortakrobat sei nach einer schöpferischen Pause wieder in Hochform, es wimmle in dem neuen Stück von typischen Nestroyschen Wortschöpfungen und Meinungen. Die zu dieser Zeit blühende Zahl philosophischer Schriften habe die Dialoge, besonders der Hauptperson Schlicht, stark beeinflusst. Bravorufe und Missfallenskundgebungen hätten sich bei der Premiere die Waage gehalten, Nestroy sei jedoch mit heftigen Applaus bedacht worden.
Hugo Aust stellte fest, Mein Freund wäre einerseits zu den „spannenden Possen“ mit Betrug, Intrige, Kampf und Aufklärung zu stellen, andrerseits sei es ein „gedankenschweres Werk“, das von unterschiedlichen Enttäuschungen, Depressionen und Schicksalsschlägen handle. Interessanterweise wäre es das einzige Werk Nestroys, das im Titel das Possessivpronomen (besitzanzeigendes Fürwort) „Mein“ als Zeichen eines „Ich“ führe und sei deshalb immer wieder – auch oder besonders wegen des melancholisch-resignierten Tonfalles – als autobiographisch gedeutet worden.

## Text
- Kompletter Text der Druckausgabe im Libretto-Portal der Bayerischen Staatsbibliothek  (hinunterscrollen)